# Parafallia
Parafallia is een geslacht van kevers van de familie (Discolomatidae).

## Soorten
- P. jacobsoni John, 1968
- P. johni Geisthardt, 1975
- P. minimus John, 1968
- P. modiglianii John, 1952
- P. severini John, 1967
- P. shanensis John, 1952
- P. simoni John, 1952